# ペンゾイル

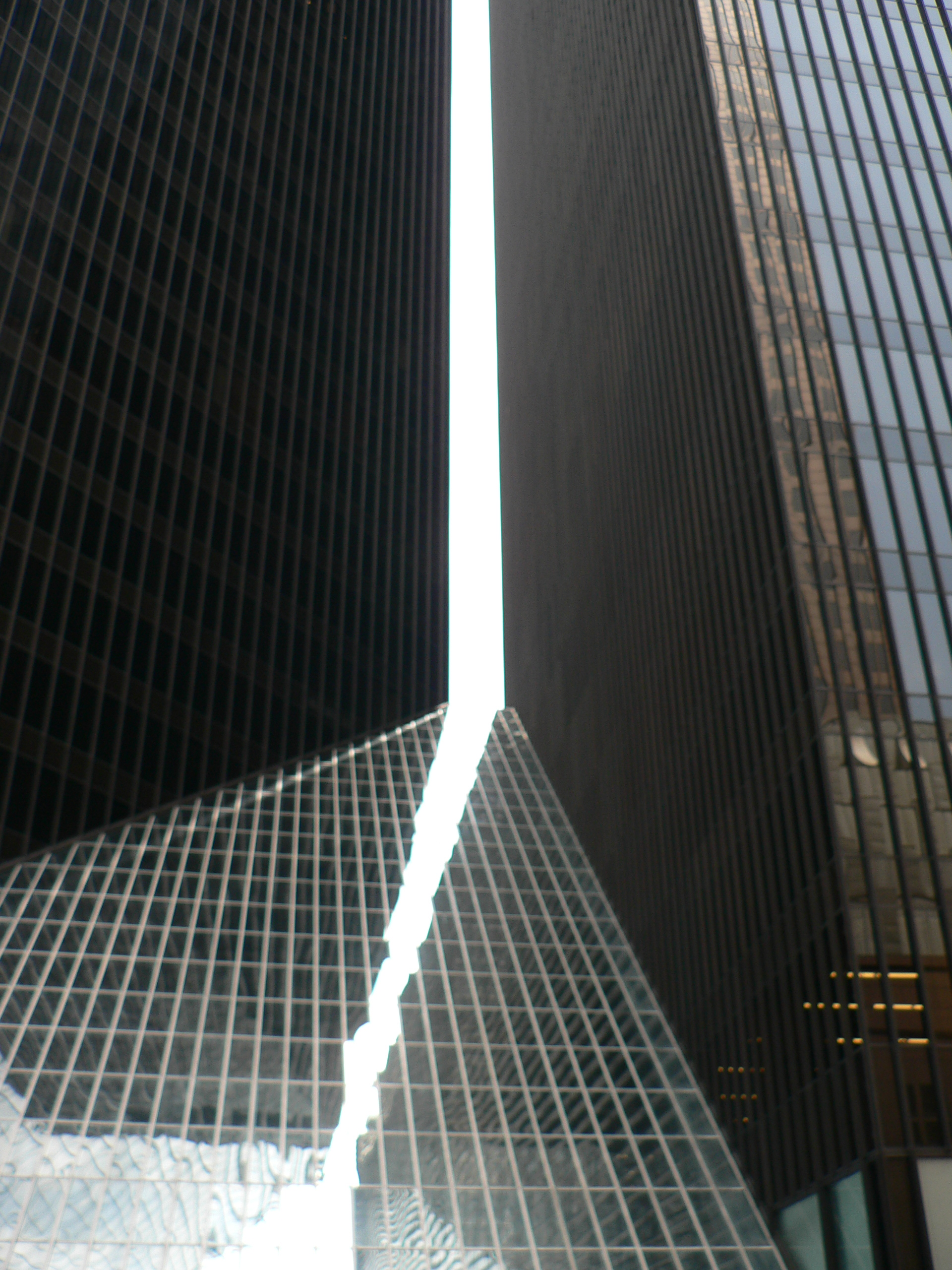
ペンゾイル・プレイス

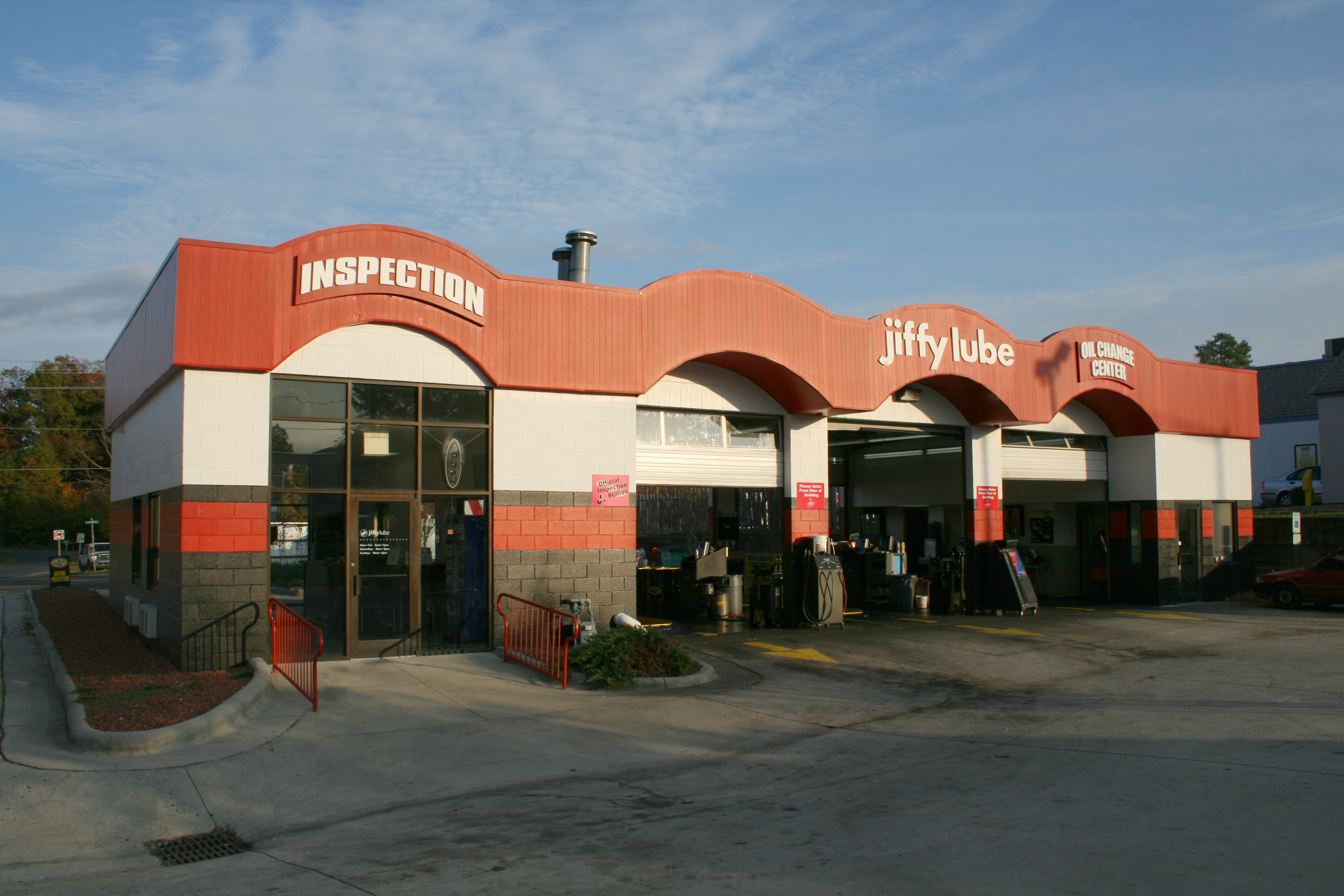
ノースカロライナ州ダーラムのジフィー・ルーブ。

ペンゾイル（英語: Pennzoil、ペンズオイルと表記される場合もある）は、アメリカ合衆国の石油関連企業。1913年にカリフォルニア州ロサンゼルスで設立された。当初は“Penn's Oil”としていたがすぐに現在のPennzoilに改名された。1955年にペンシルベニア州オイルシティを拠点とするサウス・ペン・オイル社（以前はスタンダード・オイル社の一部門）に買収される。1963年にサウス・ペン・オイルはサパタ・ペトロリアムと合併し、ペンゾイルを社名とする。1970年代に同社はテキサス州ヒューストンに移転した。本社はダウンタウン・ヒューストンに所在し、その社屋はペンゾイル・プレイスと呼ばれる。1998年にはライバル社であったクエーカー・ステートと合併し、ペンゾイル＝クエーカー・ステートとなる。2002年、ロイヤル・ダッチ・シェル（現・シェル）がペンゾイル＝クエーカー・ステートを買収し、SOPUS (Shell Oil Products US) を形成した。
ペンゾイルの名前の由来は、かつてペンシルベニア産鉱物油が最高品質のエンジンオイルと言われていたことによる。
IZODインディカー・シリーズ、NASCARスプリントカップに参戦するチーム・ペンスキーは、シェル・ユナイテッドステイツとスポンサー契約を結び、同チームのレーシングカーをシェル／ペンゾイルのイエロー／レッドのカラーリングにペイントしている。
ペンゾイルの黄色いロゴマークに描かれている鐘は、ペンシルベニア州のシンボルである自由の鐘である。

## 製品
- 自動車用オイル - 同社の自動車用オイルはペンゾイルのブランド名で販売される。2007年にはアメリカ合衆国で販売量1位を達成している。
- ガソリン - ペンゾイルはペンシルベニア州西部でガソリンを販売する。
- ジフィー・ルーブ - ジフィー・ルーブはペンゾイル＝クエーカー・ステートの全額出資子会社である。1990年に同社によって買収された。フランチャイズアウトレットは合衆国とカナダで展開し、自動車用オイル、シャシー潤滑油の交換及びその他の自動車用サービスを提供している。

## 日本の輸入代理店
ペンゾイルの日本での正規代理店はペンゾイルジャパン、伊藤忠、そしてロイヤル・ダッチ・シェルの傘下になってからは、日本ペンゾイルクエーカーステート、レッドアンドイエロー（昭和シェル石油の子会社→シェルルブリカンツジャパンの子会社）と変遷をしている。国内では並行輸入プラボトルも流通しているが国内正規品は一部高級グレードを除き主に昭和シェル石油が製造していた。主な高級グレードは輸入品の詰め替えとなるが、時期によってはプラボトルをそのまま正規品として設定している事もある。
レッドアンドイエローがペンゾイルを販売するようになってからは、若者の車離れやモータースポーツ人気の低迷、低粘度オイルの普及による高級スポーツオイルマーケットの縮小などの影響で、カー用品量販店でペンゾイルのオイルを見かけることは少なくなった。これは、カー用品量販店ではクエーカーステートを、伊藤忠系列のガソリンスタンドにペンゾイルをと棲み分けを行っているためでもある。一部チューニングショップ等では現在もペンゾイルが使用されている。　また、かつては1998年から2000年を除いた2001年までの間、ペンゾイルはニスモの日産スカイラインGT-Rのメインスポンサーにもなっていた（登録名は99年までが「ペンズオイル・ニスモGT-R」01年が「ペンズオイル・ゼクセル・GT-R」）。

## ガソリン
初期の頃のガスステーションはPennzipという名称で運営されていた。

## オイル
製品のパッケージなどには古くからペンゾイルのカラーである黄色が使われている。
アメリカ本国においても黄色のプラボトルとなっており、一時期はベーシックグレードは黄色、全合成グレードのPlatinumに銀色、部分合成のGoldに金色、フラッグシップのUltra（後にUltra Platinum）に黒色などといったカラーボトルでの視覚的な差別化もはかられていたが、2018年現在においてはほぼ黄色のプラボトルに統一されラベルでの区別のみとなっている。
国内正規品においてもベーシックグレードは黄色を基調としたものとなっているが、その他は各グレードに合わせた色調となっている。
ペンゾイルでは1950年代より独自の添加剤パッケージにZ-7と呼称を用い、オイルには“with Z-7”といった表記をしていた。
Z-7はPennzoilのZと、現在のオイルでは配合が常識となっている代表的な添加剤7種(酸化防止剤・清浄分散剤・摩耗防止剤・腐食防止剤・流動点降下剤・摩擦調整剤・消泡剤)を示すものであるが、あくまでペンゾイルの独自性を表すもので特定の処方というわけではなく、時代によって処方は変更されている。Z-7という添加剤処方の呼称はアメリカ本国では'00年代中盤の時点で一部のオイルに表記が残っていた。国内の正規品のメイングレード品には“with Z-7”の表記が2010年代まで残っていたが2018年現在では表立って用いられていない。
21世紀においての処方の呼称としては清浄性の高さを強調した“Active Cleansing Agents”が用いられていた。また天然ガス由来のベースオイルが本格採用された後には後述の“PurePlus”という呼称が主に使われている。
現在のエンジンオイルのマーケティング上の特徴としては前述の添加剤処方の呼称からもわかるように、特に清浄性の高さとそれによる保護性能を強調している。比較広告としては同クラスのモービル1やバルボリン（以前は加えてカストロール）のオイルとピストン清浄性に関する試験性能の比較を行い自社の優位性を明示するなど、清浄性の高さを前面に押し出した形の販売戦略を行っている。
2014年からは天然ガス由来のGTL基油を採用したモデルを投入しており、それらには“Pure Plus”という呼称を用いている。
現在のアメリカ本国でのフラッグシップオイルは“Ultra Platinum”となるが、このオイルは2010年に“Ultra”として導入された。それ以前のフラッグシップは“Platinum”であった。この“ULTRA”は2014年に一部グレードを除き現在の“Ultra Platinum"と改名された。

## ペンゾイル対テキサコ裁判
テキサコは1984年のGettyoil買収においてペンゾイルから損害賠償請求を受け、テキサス州の地裁、高裁で敗訴している。テキサス州では判決と同額の供託金が必要であるが、テキサコから第一審の判決の105億ドルと同額の供託金が没収されることは不可能なため、テキサコは連邦裁判所に上告し、連邦裁判所は10億ドル程度で良いとの判決を下したが、その後の連邦最高裁へのペンゾイルの上告の結果、判決はテキサス州裁へ委ねられることとなった。その為、テキサコには100億ドルの供託金が発生し、チャプター11を申請した。